# Clydonium fonsecai
Clydonium fonsecai är en stekelart som beskrevs av Ian D. Gauld 1991. Clydonium fonsecai ingår i släktet Clydonium och familjen brokparasitsteklar. Inga underarter finns listade i Catalogue of Life.